# Малоорловский
Малоорло́вский — хутор в Мартыновском районе Ростовской области.
Административный центр Малоорловского сельского поселения.

## Население
| 2010 |
| ---- |
| 1313 |

## Улицы
| - пер. Зелёный, - пер. Мостовой, - пер. Огородный, - пер. Почтовый, - пер. Промышленный, | - пер. Садовый, - пер. Советский, - пер. Строительный, - ул. Молодёжная, - ул. Новая, | - ул. Речная, - ул. Садовая, - ул. Почтовая, - ул. Степная, - ул. Школьная. |